# Lienü Zhuan
Lienü Zhuan (列女傳) va ser un llibre escrit per Liu Xiang el 18 aC que contenia biografies de dones xineses cèlebres, aplegades amb un propòsit moral i polític. Les fonts són els clàssics de la historiografia xinesa antiga i els afegitons dels professors coetanis a Xiang, propers al confucianisme. L'èxit de l'antologia va provocar que s'usés com a llibre d'educació per a dones i que fos un dels més copiats del seu temps. L'estil imita les vides dels Registres del Gran Historiador.
El primer volum inclou 14 biografies que són un exemple de bona mare, entre elles Jiang Yuan (mare del mític Houji) o la mare de Menci. El segon volum destaca les dones que han rebut la il·luminació, la gran majoria esposes de dignataris de renom. El tercer rotlle aplega les dones sàvies, entre elles Deng Man o la mare del general Gua. El quart llibre conté les vides de les dones amb fama de castes i obedients, totes elles filles i mullers de membres de l'aristocràcia. El cinquè rotlle versa sobre les dones justes, com Zheng Mao o Na Zao, cconcubina de Zhuangxiang de Qin. Al volum 6, Xiang escriu sobre les dones que van excel·lir en el domini de la paraula, com Xu Wu. El setè rotlle contrasta amb la resta perquè ofereix contraexemples, dones que s'han apartat del camí correcte i són mostra de depravació. Per l'èxit de l'obra, posteriorment va afegir un vuitè volum, amb biografies suplementàries, aquestes sense criteri temàtic, moltes d'elles dones més properes al seu temps o a les famílies dels seus lectors.